# Aktywa
Aktywa (z łac. activus ‘czynny’ od actus ‘czyn’, actum ‘rzecz zrobiona’ od ago, agere ‘prowadzić; czynić; działać’) – kontrolowane przez jednostkę gospodarczą zasoby majątkowe o wiarygodnie określonej wartości, uzyskane w wyniku przeszłych zdarzeń, które spowodują w przyszłości wpływ do jednostki korzyści ekonomicznych. Jeśli zasób majątkowy nie spełnia któregoś z powyższych kryteriów, nie może być ujęty w bilansie.
Jednostka gospodarcza nie musi mieć prawa własności do składnika majątkowego, aby ująć go w bilansie. Jednym z przykładów jest obowiązek ujęcia bilansowego aktywów, które stanowią przedmiot leasingu finansowego, a do których prawo własności posiada podmiot finansujący, do momentu spłaty całości zobowiązań z tytułu umowy leasingowej.

## Klasyfikacja
Środki gospodarcze klasyfikuje się według możliwości ich zamiany na gotówkę, upłynnienia (stopnia płynności). Kierując się zasadą wzrastającej płynności jako pierwsze należy zaprezentować w bilansie aktywa trwałe, które stosunkowo trudno zamienić na gotówkę w krótkim czasie, następnie bardziej płynne aktywa obrotowe. W ramach tych dwóch grup należy ująć aktywa według postaci, w jakiej występują i przedstawionej poniżej kolejności:
- majątek trwały, aktywa trwałe:
  - wartości niematerialne i prawne,
  - rzeczowy majątek trwały, należności długoterminowe,
  - inwestycje długoterminowe,
  - długoterminowe rozliczenia międzyokresowe,
- majątek obrotowy, aktywa obrotowe:
  - zapasy, rzeczowe aktywa obrotowe,
    - materiały,
    - produkcja niezakończona (półprodukty i produkcja w toku),
    - produkty gotowe (wyroby gotowe, usługi),
    - towary,

  - należności krótkoterminowe,
  - inwestycje krótkoterminowe, w tym m.in.:
    - papiery wartościowe,
    - środki pieniężne,

  - krótkoterminowe rozliczenia międzyokresowe.

Struktura aktywów jest zależna od specyfiki działalności jednostki, rodzaju branży, technologii wytwarzania i asortymentu produktów. Wysoki udział aktywów trwałych w ogólnej sumie aktywów świadczy o małej możliwości dostosowania się jednostki do zmieniającego się otoczenia.

## Aktywa typowe dla organizacji opartej na wiedzy
W warunkach gospodarki opartej na wiedzy pojęcie majątku coraz częściej nabiera szerszego znaczenia wykraczającego poza tradycyjne zbywalne zasoby przedsiębiorstwa. Pojęcie majątku używane w szerokim sensie obejmuje obok rzeczy i praw majątkowych, również zdobytą wiedzę i umiejętności przynależne osobie fizycznej, a więc wykwalifikowanemu pracownikowi. Tego rodzaju niematerialne zasoby stanowią kluczowy czynnik generujący wpływ korzyści ekonomicznych do organizacji opartej na wiedzy, np. przedsiębiorstwa doradczego lub informatycznego.
Uzyskanie prawdziwego i rzetelnego obrazu takiej organizacji w jej sprawozdaniu finansowym może wymagać fakultatywnego rozbudowania bilansu o kategorię aktywów kompetencyjnych, które dzieli się na następujące pozycje: wiedza, umiejętności, doświadczenie, projekty badawcze. Podstawą normatywną dla uzupełnienia sprawozdania finansowego o te kategorie nie są przepisy prawa bilansowego w aktualnie obowiązującej formule, ale zasada wyższości treści nad formą, która obliguje jednostkę do ujawniania zasobów i zdarzeń gospodarczych zgodnie z ich treścią ekonomiczną i rzeczywistością gospodarczą, a nie tylko normą prawną .